# Grb Gambije
Grb Gambije je službeno usvojen 18. studenog 1964.
Sastoji se od dva lava koji drže motiku i sjekiru i pridržavaju štit, na kojem se također nalaze motika i sjekira. Iznad štita je viteška kaciga, a iznad nje je krošnja palme. Ispod štita je traka s državnim geslom: Progress, Peace, Prosperity (Napredak, mir, blagostanje). 
Dva lava simboliziraju kolonijalnu prošlost zemlje kao djela Britanskog Carstva. Motika i sjekira simboliziraju važnost poljoprivrede, te dvije glavne etničke skupine Gambije: Mandinke i Fule. 